# Skify Lwów
Skify Lwów (ukr. Спортивний клуб «Скіфи» Львів, Sportywnyj Kłub "Skify" Lwiw) – ukraiński klub piłkarski z siedzibą we Lwowie. 

## Historia
Chronologia nazw:
- ???—10 czerwca 1995: LAZ Lwów (ukr. ФК ЛАЗ Львів)
- 10 czerwca 1995—lipiec 1995: Skify-LAZ Lwów (ukr. «Скіфи-ЛАЗ» Львів)
- lipiec 1995—1996: Skify Lwów (ukr. СК «Скіфи» Львів)

Piłkarska drużyna LAZ została założona we Lwowie i reprezentowała Lwowski Autobusowy Zakład (LAZ). 
W 1994 zespół zwyciężył w swojej grupie Mistrzostw Ukrainy spośród drużyn amatorskich i zdobył prawo występować na poziomie profesjonalnym.
W 1994 klub debiutował w Przejściowej Lidze Mistrzostw Ukrainy, w której zajął 9 miejsce.
10 czerwca 1995 klub zmienił nazwę na Skify-ŁAZ, jednak przed rozpoczęciem rozgrywek sezonu 1995/1996 przyjął nazwę SK Skify Lwów.
klub zajął spadkowe 19 miejsce w Drugiej Lidze, grupie A i został pozbawiony statusu klubu profesjonalnego.
Potem jeszcze występował w amatorskich rozgrywkach mistrzostw obwodu lwowskiego dopóki nie został rozwiązany.
Klub występował również w Pucharze Ukrainy w sezonach 1994/1995 oraz 1995/1996.

## Sukcesy
- 19 miejsce w Ukraińskiej Drugiej Lidze, grupie A: 1996
- 1/64 Pucharu Ukrainy: 1995

## Znani piłkarze
- / Roman Łaba

## Inne
- Karpaty Lwów